# Save-Korridor
| Der Saveraum |                      |                                                                            |                                                                            |
| Streckenlänge: | 637 km               |                                                                            |                                                                            |
| Spurweite: | 1435 mm (Normalspur) |                                                                            |                                                                            |
| Zweigleisigkeit: | teilweise            |                                                                            |                                                                            |
| |                      |                                                                            |                                                                            |
| \| \| 669 \| Tarvisio: Pontebbana[1] nach Udine IT; \| Tarvisio: Pontebbana[1] nach Udine IT; \| \| \| \| Rudolfsbahn nach Villach AT \| \| \| \| 659 \| Staatsgrenze Italien/Slowenien (Rateče (Pass)) \| 853 m \| \| \| 652 \| Kranjska Gora \| Kranjska Gora \| \| \| \| Bahnstrecke 20 Ljubljana – Jesenice[2] \| \| \| \| \| Rosentalbahn nach Klagenfurt AT (– DE) \| \| \| \| 630 \| Jesenice: 70 nach Nova Gorica – Triest IT \| Jesenice: 70 nach Nova Gorica – Triest IT \| \| \| 566 \| Ljubljana: 50 nach Sežana – Triest IT, \| 298 m \| \| \| \| 80 nach Novo mesto – Karlovac HR; 21 nach Kamnik \| \| \| \| \| Bahnstrecke 10 Dobova – Ljubljana \| \| \| \| 502 \| Zidani Most: 30 nach Celje – Maribor \| Zidani Most: 30 nach Celje – Maribor \| \| \| \| (Südbahn nach Wien AT) \| \| \| \| 486 \| Sevnica: 81 nach Trebnje \| Sevnica: 81 nach Trebnje \| \| \| 453 \| Dobova \| Dobova \| \| \| \| \| \| \| \| 451 \| Staatsgrenze Slowenien/Kroatien ehem. Grenze EHzgt. Österreich/Kgr. Ungarn \| Staatsgrenze Slowenien/Kroatien ehem. Grenze EHzgt. Österreich/Kgr. Ungarn \| \| \| \| \| \| \| \| \| Bahnstrecke M101 Savski Marof – Zagreb[2] \| \| \| \| 446 \| Savski Marof /Sutla: \| Savski Marof /Sutla: \| \| \| \| L102 (ehem. Kumrovec – Stranje SI)[3] \| \| \| \| 441 \| Zaprešić: R201 nach Zabok \| Zaprešić: R201 nach Zabok \| \| \| 424 \| Zagreb: M202 nach Rijeka \| 120 m \| \| \| \| ↘Bahnstrecke M102 Zagreb – Dugo Selo \| \| \| \| \| ↙Bahnstrecke M104 Zagreb–Sisak–Novska \| \| \| \| 445 \| Dugo Selo: M201 nach Koprivnica – Budapest HU \| Dugo Selo: M201 nach Koprivnica – Budapest HU \| \| \| 84 \| Bahnstrecke M103 Dugo Selo–Novska \| Bahnstrecke M103 Dugo Selo–Novska \| \| \| 374 \| Sisak: ehem. L217 nach Petrinja – Karlovac[4] \| Sisak: ehem. L217 nach Petrinja – Karlovac[4] \| \| \| 352 \| Sunja: R102 (nach Banja Luka/Knin BiH)[5] \| Sunja: R102 (nach Banja Luka/Knin BiH)[5] \| \| \| 17 \| Banova Jaruga: L205 nach Lipik \| Banova Jaruga: L205 nach Lipik \| \| \| 0 \| ↙ \| ↙ \| \| \| 307 \| Novska \| Novska \| \| \| \| Bahnstrecke M105 Novska – Tovarnik \| \| \| \| 273 \| Nova Gradiška \| Nova Gradiška \| \| \| 250 \| Nova Kapela-Batrina: L206 nach Našice \| Nova Kapela-Batrina: L206 nach Našice \| \| \| 221 \| Slavonski Brod: [6] \| Slavonski Brod: [6] \| \| \| 188 \| Strizivojna-Vrpolje: M302 nach Osijek; \| Strizivojna-Vrpolje: M302 nach Osijek; \| \| \| \| M303 nach Slavonski Šamac – Sarajevo BiH \| \| \| \| 156 \| Vinkovci: L209 nach Osijek, M601 nach Vukovar; \| Vinkovci: L209 nach Osijek, M601 nach Vukovar; \| \| \| \| R105 nach Brčko (BiH), L210 nach Županja \| \| \| \| 123 \| Tovarnik: ehem. L213 nach Vukovar \| Tovarnik: ehem. L213 nach Vukovar \| \| \| 119 \| Staatsgrenze Kroatien/Serbien \| Staatsgrenze Kroatien/Serbien \| \| \| \| Bahnstrecke Beograd–Šid[2] \| \| \| \| 114 \| Šid: L14 nach Sremska Rača – Bijeljina BiH \| Šid: L14 nach Sremska Rača – Bijeljina BiH \| \| \| 79 \| Sremska Mitrovica \| Sremska Mitrovica \| \| \| 62 \| Ruma: M9 nach Zvornik \| Ruma: M9 nach Zvornik \| \| \| 11 \| (bei Inđija:) M4 nach Novi Sad – Budapest HU \| (bei Inđija:) M4 nach Novi Sad – Budapest HU \| \| \| 9 \| Zemun \| Zemun \| \| \| \| ehem. Grenze Kgr. Serbien/Kgr. Ungarn \| \| \| \| 0 \| Beograd: M6 nach Pančevo (– Timișoara RO) \| 131 m \| \| \| \| M2 nach Niš (– MZ – GR; nach Bar ME) \| \| |                      |                                                                            |                                                                            |
| Details siehe die einzelnen heutigen Bahnstrecken |                      |                                                                            |                                                                            |
| | 669                  | Tarvisio: Pontebbana nach Udine IT;                                        | Tarvisio: Pontebbana nach Udine IT;                                        |
| Strecke (außer Betrieb) |                      | Rudolfsbahn nach Villach AT                                                | Rudolfsbahn nach Villach AT                                                |
| Grenze (Strecke außer Betrieb) | 659                  | Staatsgrenze Italien/Slowenien (Rateče (Pass))                             | 853 m                                                                      |
| Bahnhof (Strecke außer Betrieb) | 652                  | Kranjska Gora                                                              | Kranjska Gora                                                              |
| Abzweig ehemals geradeaus und von links |                      | Bahnstrecke 20 Ljubljana – Jesenice                                        | Bahnstrecke 20 Ljubljana – Jesenice                                        |
| Strecke |                      | Rosentalbahn nach Klagenfurt AT (– DE)                                     | Rosentalbahn nach Klagenfurt AT (– DE)                                     |
| Turmbahnhof Streckenende und quer | 630                  | Jesenice: 70 nach Nova Gorica – Triest IT                                  | Jesenice: 70 nach Nova Gorica – Triest IT                                  |
| Turmbahnhof | 566                  | Ljubljana: 50 nach Sežana – Triest IT,                                     | 298 m                                                                      |
| Strecke |                      | 80 nach Novo mesto – Karlovac HR; 21 nach Kamnik                           | 80 nach Novo mesto – Karlovac HR; 21 nach Kamnik                           |
| Strecke |                      | Bahnstrecke 10 Dobova – Ljubljana                                          | Bahnstrecke 10 Dobova – Ljubljana                                          |
| Turmbahnhof Streckenanfang und quer | 502                  | Zidani Most: 30 nach Celje – Maribor                                       | Zidani Most: 30 nach Celje – Maribor                                       |
| Strecke |                      | (Südbahn nach Wien AT)                                                     | (Südbahn nach Wien AT)                                                     |
| Turmbahnhof Streckenende und quer | 486                  | Sevnica: 81 nach Trebnje                                                   | Sevnica: 81 nach Trebnje                                                   |
| Bahnhof | 453                  | Dobova                                                                     | Dobova                                                                     |
| |                      |                                                                            |                                                                            |
| Grenze | 451                  | Staatsgrenze Slowenien/Kroatien ehem. Grenze EHzgt. Österreich/Kgr. Ungarn | Staatsgrenze Slowenien/Kroatien ehem. Grenze EHzgt. Österreich/Kgr. Ungarn |
| |                      |                                                                            |                                                                            |
| Strecke |                      | Bahnstrecke M101 Savski Marof – Zagreb                                     | Bahnstrecke M101 Savski Marof – Zagreb                                     |
| Turmbahnhof Streckenanfang und quer | 446                  | Savski Marof /Sutla:                                                       | Savski Marof /Sutla:                                                       |
| Strecke |                      | L102 (ehem. Kumrovec – Stranje SI)                                         | L102 (ehem. Kumrovec – Stranje SI)                                         |
| Turmbahnhof Streckenanfang und quer | 441                  | Zaprešić: R201 nach Zabok                                                  | Zaprešić: R201 nach Zabok                                                  |
| Turmbahnhof Streckenende und quer | 424                  | Zagreb: M202 nach Rijeka                                                   | 120 m                                                                      |
| Verschwenkung von links · Verschwenkung von rechts |                      | ↘Bahnstrecke M102 Zagreb – Dugo Selo                                       | ↘Bahnstrecke M102 Zagreb – Dugo Selo                                       |
| Strecke · Strecke |                      | ↙Bahnstrecke M104 Zagreb–Sisak–Novska                                      | ↙Bahnstrecke M104 Zagreb–Sisak–Novska                                      |
| Strecke · Turmbahnhof Streckenanfang und quer | 445                  | Dugo Selo: M201 nach Koprivnica – Budapest HU                              | Dugo Selo: M201 nach Koprivnica – Budapest HU                              |
| Strecke · Kilometer-Wechsel | 84                   | Bahnstrecke M103 Dugo Selo–Novska                                          | Bahnstrecke M103 Dugo Selo–Novska                                          |
| Turmbahnhof Streckenende und quer (Strecke geradeaus außer Betrieb) · Strecke | 374                  | Sisak: ehem. L217 nach Petrinja – Karlovac                                 | Sisak: ehem. L217 nach Petrinja – Karlovac                                 |
| Turmbahnhof Streckenende und quer · Strecke | 352                  | Sunja: R102 (nach Banja Luka/Knin BiH)                                     | Sunja: R102 (nach Banja Luka/Knin BiH)                                     |
| Strecke · Turmbahnhof Streckenanfang und quer | 17                   | Banova Jaruga: L205 nach Lipik                                             | Banova Jaruga: L205 nach Lipik                                             |
| Verschwenkung nach links · Verschwenkung nach rechts | 0                    | ↙                                                                          | ↙                                                                          |
| Bahnhof | 307                  | Novska                                                                     | Novska                                                                     |
| Strecke |                      | Bahnstrecke M105 Novska – Tovarnik                                         | Bahnstrecke M105 Novska – Tovarnik                                         |
| Bahnhof | 273                  | Nova Gradiška                                                              | Nova Gradiška                                                              |
| Turmbahnhof Streckenanfang und quer | 250                  | Nova Kapela-Batrina: L206 nach Našice                                      | Nova Kapela-Batrina: L206 nach Našice                                      |
| Turmbahnhof Streckenende und quer (Strecke geradeaus außer Betrieb) | 221                  | Slavonski Brod:                                                            | Slavonski Brod:                                                            |
| Turmbahnhof | 188                  | Strizivojna-Vrpolje: M302 nach Osijek;                                     | Strizivojna-Vrpolje: M302 nach Osijek;                                     |
| Strecke |                      | M303 nach Slavonski Šamac – Sarajevo BiH                                   | M303 nach Slavonski Šamac – Sarajevo BiH                                   |
| Turmbahnhof | 156                  | Vinkovci: L209 nach Osijek, M601 nach Vukovar;                             | Vinkovci: L209 nach Osijek, M601 nach Vukovar;                             |
| Strecke |                      | R105 nach Brčko (BiH), L210 nach Županja                                   | R105 nach Brčko (BiH), L210 nach Županja                                   |
| Turmbahnhof Streckenende und quer (Strecke geradeaus außer Betrieb) | 123                  | Tovarnik: ehem. L213 nach Vukovar                                          | Tovarnik: ehem. L213 nach Vukovar                                          |
| Grenze | 119                  | Staatsgrenze Kroatien/Serbien                                              | Staatsgrenze Kroatien/Serbien                                              |
| Strecke |                      | Bahnstrecke Beograd–Šid                                                    | Bahnstrecke Beograd–Šid                                                    |
| Turmbahnhof Streckenanfang und quer | 114                  | Šid: L14 nach Sremska Rača – Bijeljina BiH                                 | Šid: L14 nach Sremska Rača – Bijeljina BiH                                 |
| Bahnhof | 79                   | Sremska Mitrovica                                                          | Sremska Mitrovica                                                          |
| Turmbahnhof Streckenanfang und quer | 62                   | Ruma: M9 nach Zvornik                                                      | Ruma: M9 nach Zvornik                                                      |
| | 11                   | (bei Inđija:) M4 nach Novi Sad – Budapest HU                               | (bei Inđija:) M4 nach Novi Sad – Budapest HU                               |
| Bahnhof | 9                    | Zemun                                                                      | Zemun                                                                      |
| ehemalige Grenze |                      | ehem. Grenze Kgr. Serbien/Kgr. Ungarn                                      | ehem. Grenze Kgr. Serbien/Kgr. Ungarn                                      |
| Turmbahnhof Streckenanfang und quer | 0                    | Beograd: M6 nach Pančevo (– Timișoara RO)                                  | 131 m                                                                      |
| Strecke |                      | M2 nach Niš (– MZ – GR; nach Bar ME)                                       | M2 nach Niš (– MZ – GR; nach Bar ME)                                       |

Als Save-Korridor bezeichnet man die Bahnstrecke von Belgrad über Zagreb nach Ljubljana entlang der Sava (deutsch Save). Im weiteren Sinne umfasst dies innerhalb Sloweniens noch die Anbindung westwärts Richtung Italien, nordwärts Richtung Wien und im engeren Sinne die Sava aufwärts Richtung Tarvis. Damit stellt sie die wichtigste Verbindung des Balkans und ganz Südosteuropas an das südwestlichere Europa dar.
Die Strecke liegt teils auf dem Gebiet Serbiens (Belgrad–Šid, betrieben von Železnice Srbije ŽS), teils auf dem Gebiet Kroatiens (Zagreb – Tovarnik, betrieben von Hrvatske željeznice HŽ), und teils Sloweniens (Dobova – Ljubljana – Jesenice, betrieben von Slovenske železnice SŽ), und verbindet die drei am Rande Zentraleuropas liegenden Hauptstädte.

## Geschichte

### Österreich-Ungarn
Der Save-Korridor als zentrale Route des Nordbalkans ist erst vergleichsweise spät in den Fokus des Eisenbahnwesens gerückt.
Hier war bis 1881 die Militärgrenze Österreich-Ungarns zum Osmanischen Reich und dem Königreich Serbien. Für die Ungarische Krone (Transleithanien) war eine West–Ost-Verbindung von der Krain über Slawonien in die Vojvodina von untergeordneter Bedeutung, sie betrieb den Ausbau der zentralen Strecken von Budapest aus, und befand sich mit dem österreichischen Reichsteil in einer Konkurrenz um die Anbindung der Oberen Adria und der jeweiligen Adriahäfen. Außerdem wurde der Ausbau durch die militärischen Pläne einer – nie vollständig verwirklichten – Militärgrenzbahn blockiert. Zusätzlich betrieb das Osmanische Reich zusammen mit Österreich und Deutschland ab 1868 den Plan einer Orientbahn, die unter Umgehung Serbiens an das österreichische Hauptnetz angeschlossen werden sollte. Erst als dann nach der Auflassung der Militärgrenze das österreichische Königreich Kroatien und Slawonien geschaffen wurde, begann sich das Netz auch im unteren Saveraum zu schließen (Projekt der Alföldbahn und Semlin-Fiumaner-Bahn).
Die erste Strecke an der Save war die österreichische Südbahn, deren Teilstück westwärts von Zidani Most nach Ljubljana 1849 in Betrieb genommen wurde (Baulos Celje – Ljubljana).
1862 erfolgte die Fertigstellung der Bahnstrecke Zidani Most–Novska ostwärts nach Zagreb, die von dort durch die Posavina südlich der Save weiter zur Grenzfestung Sisak gebaut wurde.
1870 folgte die Bahnstrecke Zagreb–Dugo Selo als Teil der von den Ungarischen Staatsbahnen betriebenen Bahnstrecke Budapest–Rijeka (Kroatische Bahn). Im selben Jahr wurde auch die Strecke Tarvisio–Ljubljana als Fertigstellung der Kronprinz-Rudolf-Bahn (Sankt Valentin – Ljubljana) eröffnet.
1877/78 entstand in Syrmien die Bahnstrecke Dalj – Vinkovci – Slavonski Brod in Slawonien als Teilstrecke der Militärgrenzbahn.
Das Teilstück Sisak – Sunja ist ein Abschnitt des 1882 errichteten Lückenschlusses der Militärgrenzbahn zur 1872 gebauten bosnischen Militärbahn Banja Luka – Dobrljin, einem Teil des Projektes Sandschakbahn.
Erst 1883 wurde die Strecke von Novi Sad ins heutige Zemun an der damaligen Grenze bei Belgrad als Teil der Bahnstrecke Budapest – Belgrad, erbaut, und das Stück von Inđija westwärts durch die Batschka nach Sremska Mitrovica als Nebenbahn eröffnet.
Die Strecke Zagreb – Sisak wurde 1887 von den Ungarischen Staatsbahnen übernommen.
1888 wurde an der Militärgrenzbahn der Abschnitt von Sunja ostwärts über Novska zur Grenzgarnison Nova Gradiška errichtet, und im Jahr darauf bis Bród geschlossen.
Als letztes Stück wurde dann 1891 das Baulos Mitrovica – Vinkovci über Šid durch die Staatsbahnen errichtet.
1897 folgte noch die Strecke Dugo Selo – Novska am nördlichen Save-Ufer, die heutige Haupttrasse.

### Jugoslawien
Nach dem Zerfall der österreichischen Monarchie 1918/19 kam die Strecke gänzlich in das Territorium Jugoslawiens (SHS-Staat, dann Königreich). Damit wurden die Nord–Süd-Strecken nachrangig, und der Save-Korridor zur Hauptverkehrsachse. In Folge wurde die Kilometrierung durchgängig von Belgrad bis Tarvis geändert (669,4 km). Betrieben wurde sie von den Jugoslawischen Staatsbahnen (Jugoslovenske Železnice).
Die eingleisige Strecke Jesenice–Ljubljana wurde nach dem Zweiten Weltkrieg mit 3 kV-Gleichstrom elektrifiziert. Die Westteile Sloweniens waren nach dem Ersten Weltkrieg Italien zugesprochen worden, nach 1945 wurde aber das italienische System beibehalten, und bis Dobova weitergeführt.
Die Elektrifizierung der Strecke Zagreb–Belgrad (serbokroatisch Pruga Zagreb–Beograd) auf 412 km wurde 1970 fertiggestellt. Es war die erste vollständig mit einem 25 kV/50 Hz-Wechselstromsystem elektrifizierte Strecke in Jugoslawien.
1967 wurde der Streckenabschnitt bei Tarvis in Italien stillgelegt, 1969 dann auch der Abschnitt von Jesenice bis an die italienische Grenze. Seither ist die Streckenlänge bis zur österreichischen Grenze im 1906 erbauten Karawankentunnel kilometriert, und beträgt 637,260 km.
Auf der Strecke fuhr zwischen 1920 und 1962 der Simplon-Orient-Express über Triest–Ljubljana–Zagreb–Belgrad. Danach wurde er durch den Simplon-Express Paris–Belgrad ersetzt.

### Seit 1991
Mit dem Zerfall Jugoslawiens nach den Jugoslawienkriegen (Slowenischer 10-Tage-Krieg 1991, Kroatienkrieg 1991–1995) wurde die Strecke wieder geteilt. 1997 wurde auf der Europäischen Konferenz der Verkehrsminister (ECMT/CEMT) das Konzept des Paneuropäischen Verkehrskorridors X Salzburg – Thessaloniki festgelegt, zu dem der Save-Korridor gehört. Bei Zagreb/Dugo Selo quert der Paneuropäische Verkehrskorridor Vb Rijeka – Budapest. Seit dem EU-Beitritt Kroatiens 2013 fließen auch EU-Fördermittel. So soll ab 2020 der noch eingleisige Abschnitt Dugo Selo–Novska als Hochgeschwindigkeits-Strecke ausgebaut werden.

## Heutiger Betrieb
Die damalige Strecke ist heute Teil folgender Eisenbahnstrecken entsprechend der jeweiligen nationalen Klassifikation:
- in Slowenien:
  - Bahnstrecke Ljubljana–Jesenice (ca. 65 km)
  - Bahnstrecke [Staatsgrenze–]Dobova–Ljubljana (ca. 115 km)
- in Kroatien:
  - Bahnstrecke [Staatsgrenze–]Savski Marof–Zagreb (Strecke M101, ca. 27 km)
  - Bahnstrecken Zagreb–Novska
    - nördliche Verbindung:
      - Bahnstrecke Zagreb–Dugo Selo (Strecke M102, ca. 21 km)
      - Bahnstrecke Dugo Selo–Novska (Strecke M103, ca. 83 km)

    - südliche Verbindung:
      - Bahnstrecke Zagreb–Novska (Strecke M104, ca. 117 km)

  - Bahnstrecke Novska–Tovarnik[–Staatsgrenze] (Strecke M105, ca. 185 km)
- in Serbien:
  - Bahnstrecke Beograd–Šid[–Staatsgrenze] (ca. 119 km)

## Bildergalerie

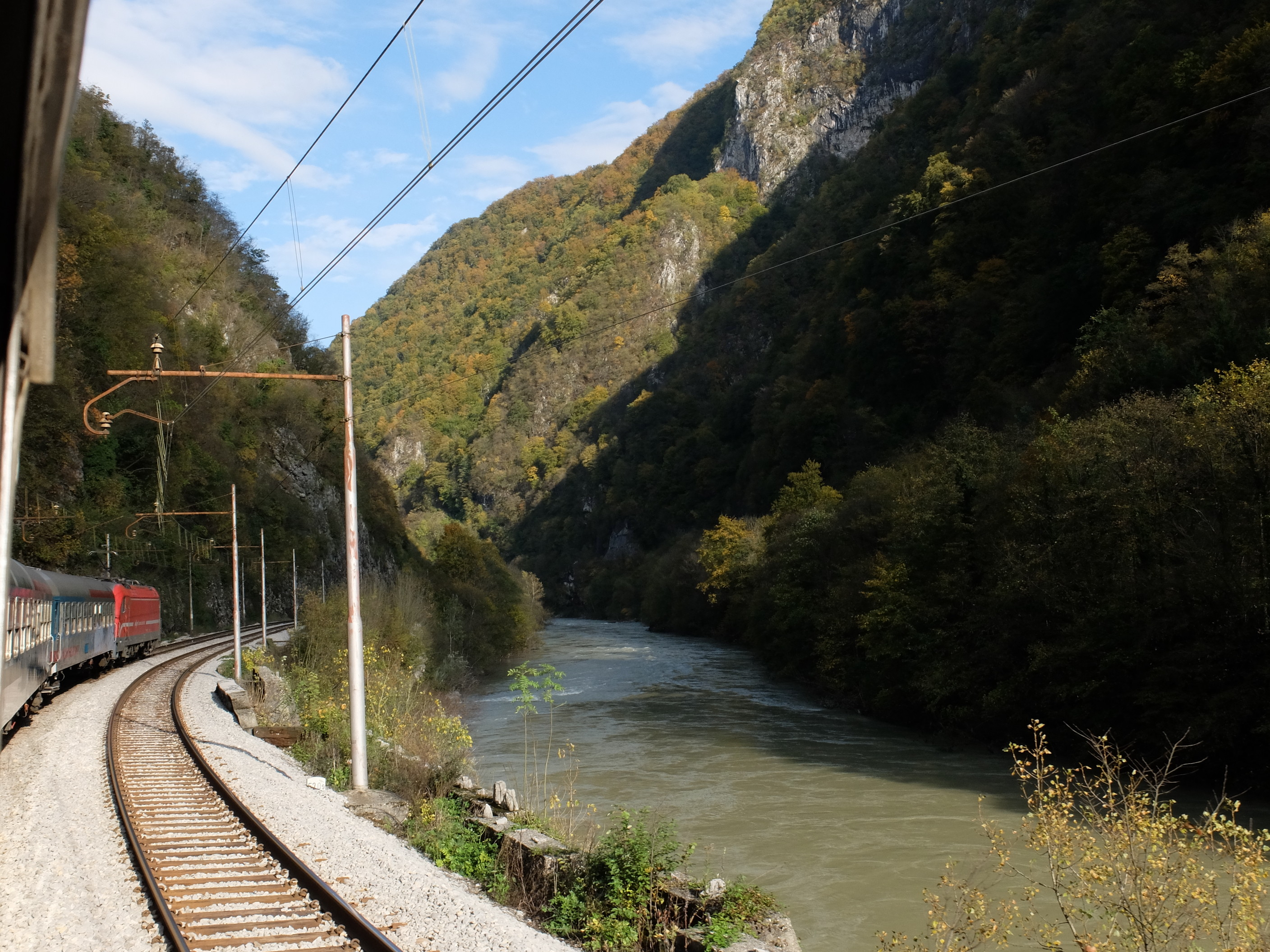
Saveschlucht zwischen Ljubljana und Trbovlje
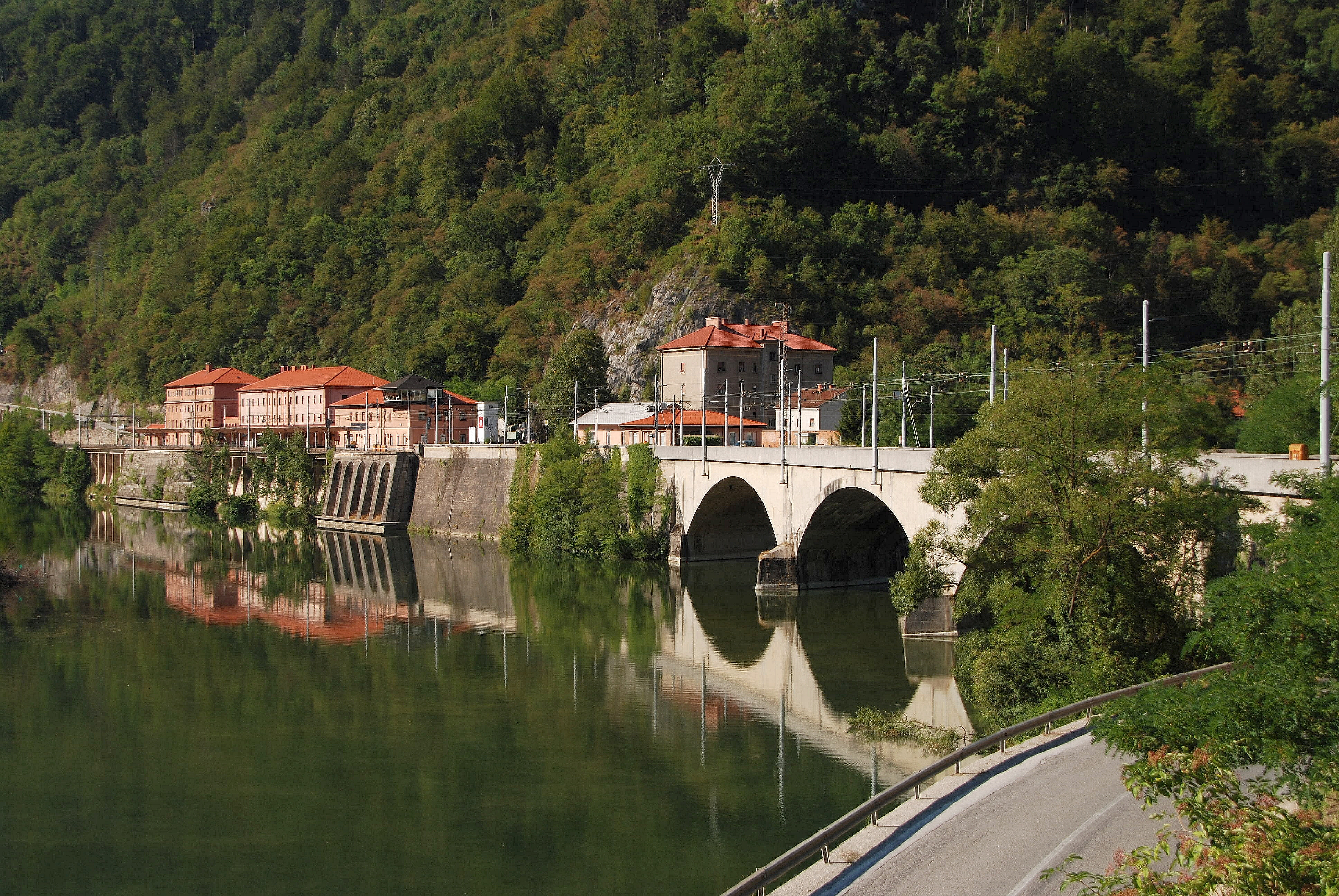
Der in Slowenien gelegene Bahnhof Zidani Most am Ufer der Save
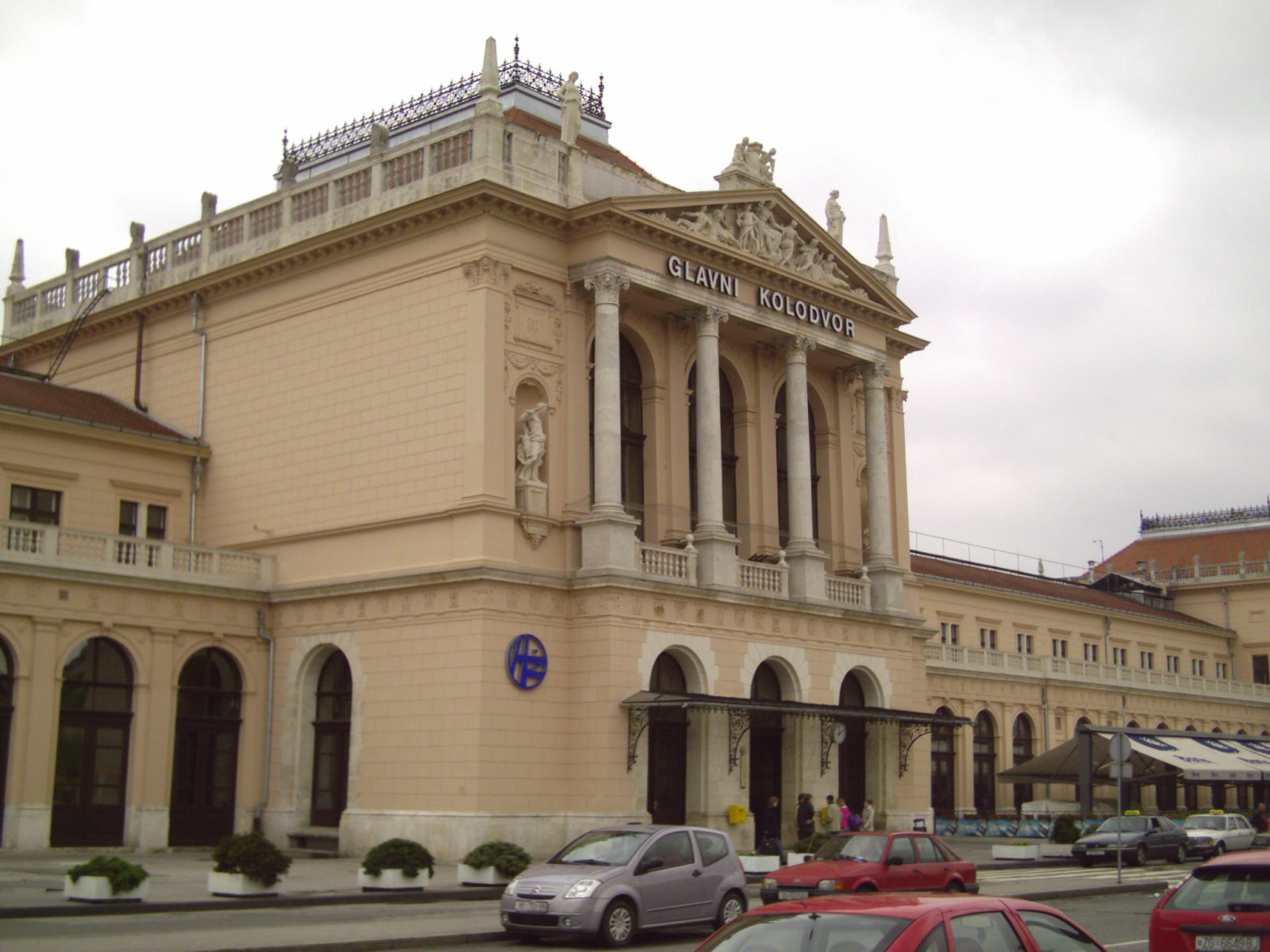
Zagreb Hauptbahnhof
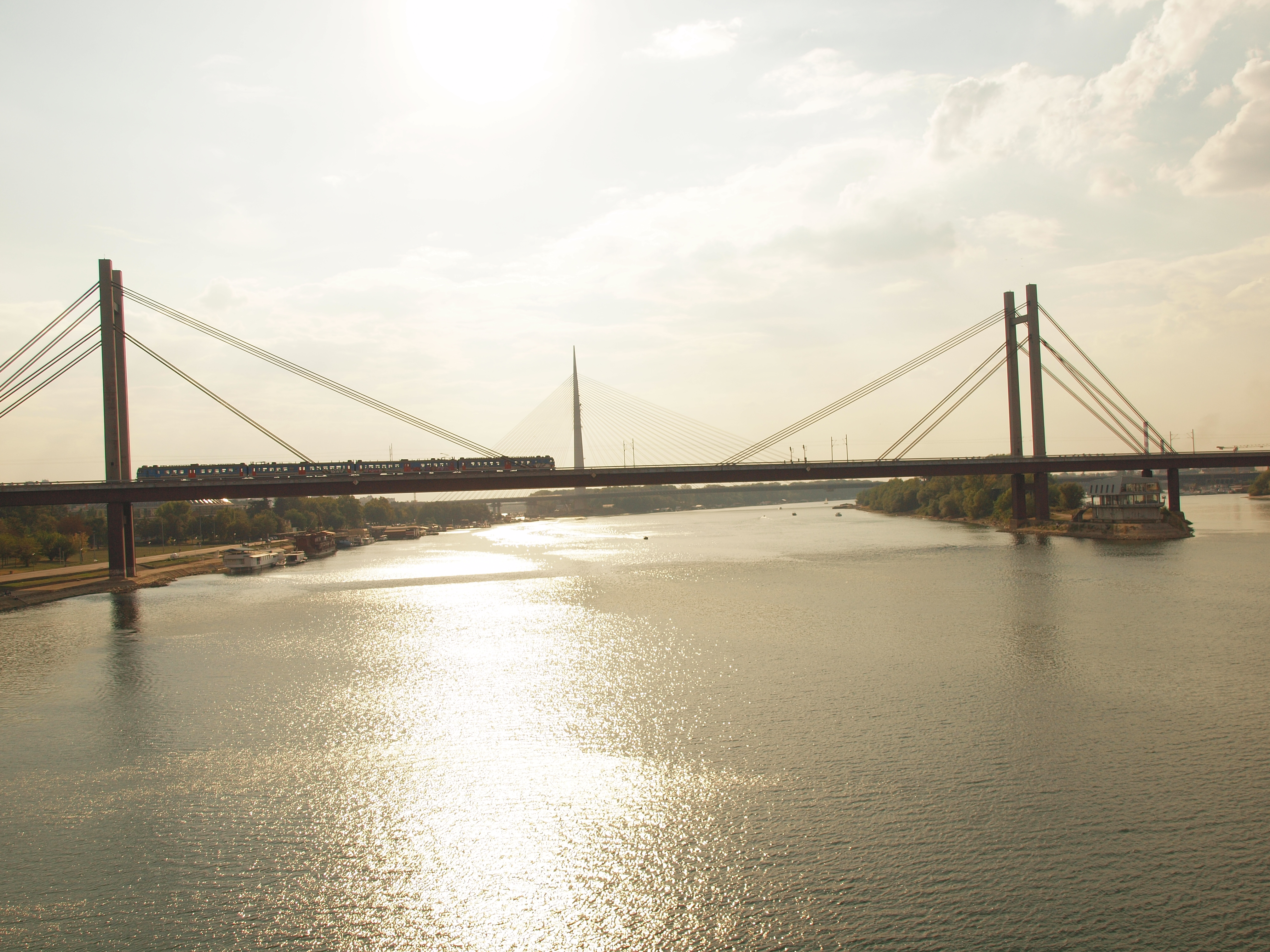
Die Neue Belgrader Eisenbahnbrücke über die Save
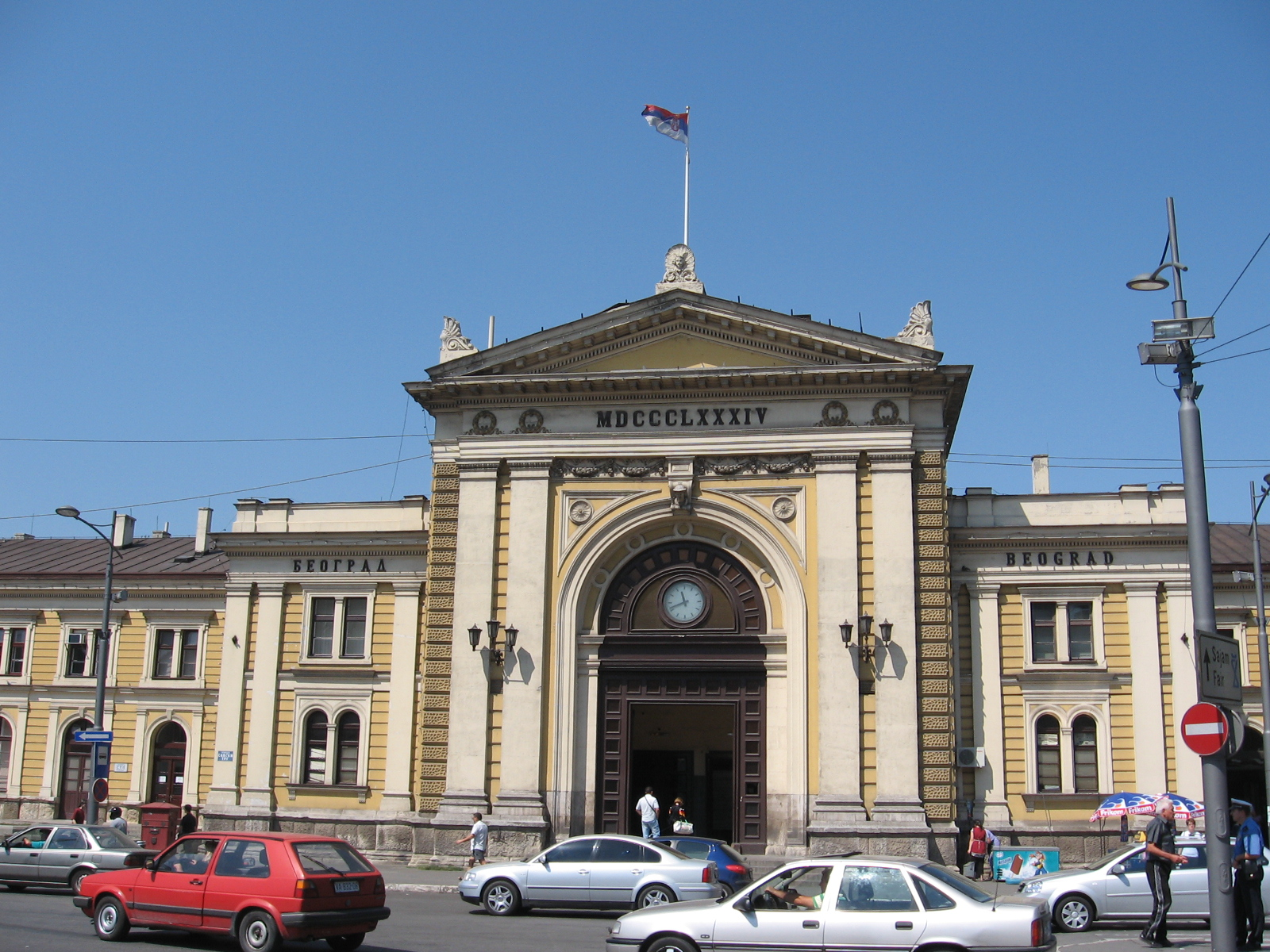
Belgrad Hauptbahnhof